# Elke Maes

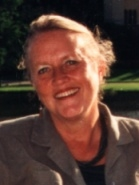
Elke Maes (2002)

Elke Maes (* 26. Februar 1943 in Neustadt in Sachsen), geborene Brückner, ist eine deutsche Politikerin (CDU). Ihr Vater war der Maler und Bildhauer Rudolf Brückner-Fuhlrott (1908–1984). Elke Maes ist Mutter von fünf Kindern.

## Leben

### Ausbildung
Nach einem Studium von 1962 bis 1966 an der Pädagogischen Hochschule Potsdam promovierte Elke Maes 1986 an der Friedrich-Schiller-Universität Jena. Von 1966 bis 1972 unterrichtete sie an der Betriebsschule Klötze, danach bis 1978 an der Betriebsschule Friesack. Von 1978 bis 1987 lehrte sie an der Polytechnischen Oberschule Eisenberg. Es folgte bis 1990 die 29. Oberschule Berlin-Hohenschönhausen.

### Politische Laufbahn
1979 trat Elke Maes in die CDU der DDR ein. Dort wurde sie im Dezember 1989 in den Parteivorstand gewählt. 1990 wurde sie dann Mitglied der CDU-Fraktion der Stadtverordnetenversammlung Ost-Berlin und Kreisvorsitzende der CDU Hohenschönhausen; von 1991 bis 1994 war sie Mitglied des Abgeordnetenhauses von Berlin. Bis zum November 2005 arbeitete und engagierte sie sich für die Schulpolitik Berlins.

### Künstlerische Tätigkeit
Neben ihrem politischen Engagement war Maes seit 2002 auch autodidaktisch als Bildende Künstlerin tätig und seit 2003 auf verschiedenen Ausstellungen vertreten:
- Dauerausstellungen Atelierhaus Ahrenshoop
- Waggon-Galerie Berlin-Mitte
- 4. Open Air Galerie 2006 auf der Berliner Oberbaumbrücke
- Galerie Annenwalde, Kleine-Schorfheide Annenwalde